# Domyśl
Domyśl – osada w Polsce położona w województwie pomorskim, w powiecie człuchowskim, w gminie Czarne.
W latach 1975–1998 miejscowość administracyjnie należała do województwa słupskiego.
Osadę stanowi pojedyncza zagroda nad Gwdą, sąsiadującą z miejscowością Węgorzewo w gminie Okonek. 